# Hus (postać biblijna)
Hus lub Us (hebr. עוץ) − według Biblii syn Arama (a wnuk Sema), brat Hula, Getera i Mesecha, (Rdz 10, 23). Według islamskiej tradycji przekazanej przez At-Tabariego, Hus jest przodkiem dwóch spośród proroków islamu - Huda i Saliha, jak również należącego do al-`Arab al-`ariba plemienia 'Ad. 
Józef Flawiusz w Dawnych dziejach Izraela przypisuje Husowi założenie Trachonu i Damaszku.